# Cölestin Stöckl
Cölestin Stöckl OSB, Taufname: Franz Xaver (* 3. Januar 1743 in Rotthalmünster; † 27. Mai 1807 in Metten) war ein deutscher Benediktiner und Abt des Benediktinerklosters Metten in Niederbayern.

## Leben
Nach der Schulausbildung in Landshut trat Franz Xaver Stöckl 1759 in das Benediktinerkloster Metten ein. Bei der Profess 1760 erhielt er den Ordensnamen Coelestin. Das philosophische und theologische Studium absolvierte er zunächst im Kloster Metten. Ab 1763 war er im Kloster als stellvertretender Direktor des Klosterseminars und als Lehrer der Sängerknaben eingesetzt. 1764 schickte ihn Adalbert Tobiaschu zum Studium der Theologie und des Kirchenrechts an das Lyceum in Freising. 1767 wurde Coelestin Stöckl zum Priester geweiht. Ab 1769 unterrichtete er im Hausstudium des Klosters Kirchenrecht und ab 1772 Dogmatik und Moraltheologie. In den Jahren 1772/73 war er Professor und Rektor am Lyceum in Freising. Von 1773 bis 1775 wirkte er erneut als Professor für Kirchenrecht im Hausstudium des Klosters Metten. Danach betraute ihn Abt Lambert Kraus mit der Seelsorge in den Klosterpfarreien Stephansposching und Michaelsbuch.
Nach dem Tod von Abt Lambert Kraus wurde Coelestin Stöckl 1791 vom Konvent des Klosters Metten zu dessen Nachfolger gewählt. Als tüchtiger und fähiger Ökonom konnte Coelestin Stöckl, trotz der stets neuen Steuern und Zwangsabgaben an den Bayerischen Staatshaushalt, in den folgenden Jahren die ihm von seinem Vorgänger hinterlassenen Schulden abbauen und die Finanzen des Klosters Metten durch eine Umstrukturierung der klösterlichen Wirtschaftsführung auf einer solide Grundlage stellen. Zur Konsolidierung trug vor allem die Erneuerung und der Ausbau der Mettener Klosterbrauerei bei. Die von Abt Coelestin Stöckl durchgeführten Reformen führten jedoch auch zu Spannungen mit einigen Konventualen des Klosters Metten, die der verfeinerten und kultivierten Lebensführung der verflossenen Zeit des Rokoko unter Abt Lambert Kraus nachtrauerten.
Dem Reformwerk von Abt Coelestin Stöckl bereitete 1803 die Säkularisation in Bayern, in deren Zug auch die Benediktinerabtei Metten aufgelöst wurde, ein Ende. Der gesundheitlich angeschlagenen Abt musste die Abtei verlassen. Als Wohnung wurde ihm von der staatlichen Aufhebungskommission das Sommerhaus des Klosters auf dem nahen Himmelberg zugewiesen. Noch im selben Jahr gestattete man dem kranken Abt die Rückkehr in seine vertrauten Wohnräume im aufgehobenen Kloster Metten. Hier starb Coelestin Stöckl, dessen geistiger Zustand sich zunehmend verschlechterte, im Jahr 1807.

## Werke
- Assertiones ex praelectionibus libri I. et II. iuris ecclesiastici, Straubing 1770.
- Praelectiones universi iuris eccles. publicae disquisitioni expositae, Straubing 1771.
- Selecta iuris ecclesiatici publici, Freising 1772.

## Erinnerungstafel
Im Kloster hält eine Erinnerungstafel den Lebensweg des Abtes fest. Neben den schmucklosen Daten seiner Geburt, seines Klostereintritts in jungen Jahren, der Priesterweihe und der Wahl zum Abt ist der schmerzliche Einschnitt in seinem Leben, als die Säkularisation sein Kloster traf, nachdrücklich hervorgehoben, ebenso in einem Wortspiel in Anspielung auf seinen Ordensnamen das Ende seines Lebensweges als ein Ankommen.  Den Schluss bildet ein Zitat aus dem  AT (Cohelet 7, 10), das angesichts desillusionierender Lebenserfahrungen Weisheit anmahnt. Die lateinische Inschrift lautet unter Auflösung der Abkürzungen:

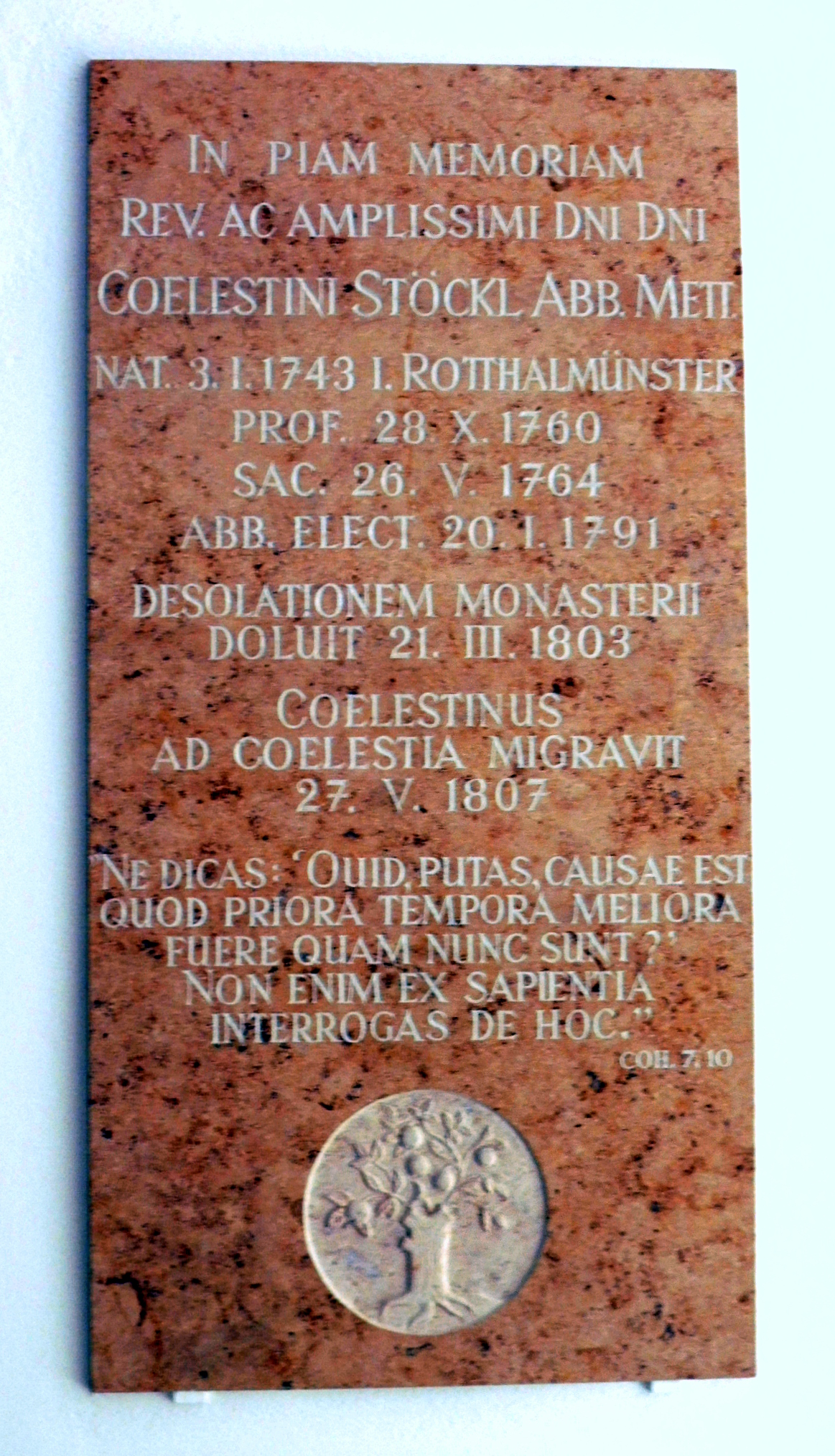
Abt Cölestin Stöckl

REV.(verendissimi) AC AMPLISSIMI D(omi)NI D(omi)NI

COELESTINI STÖCKL ABB.(atis) METT.(ensis)

NAT.(us) 3. I. 1743 I.(n) ROTTHALMÜNSTER

PROFESSUS  28. X. 1760
  
SAC.(erdos) 26. V. 1764
   
ABB.(as) ELECT.(us)  20. I. 1791
 
DESOLATIONEM MONASTERII

DOLUIT 21. III. 1803

COELESTINUS

AD COELESTIA MIGRAVIT

27. V. 1807

"NE DICAS: 'QUID, PUTAS, CAUSAE EST

QUOD PRIORA TEMPORA MELIORA

FUERE QUAM NUNC SUNT?'

NON ENIM EX SAPIENTIA